# 通貨同盟

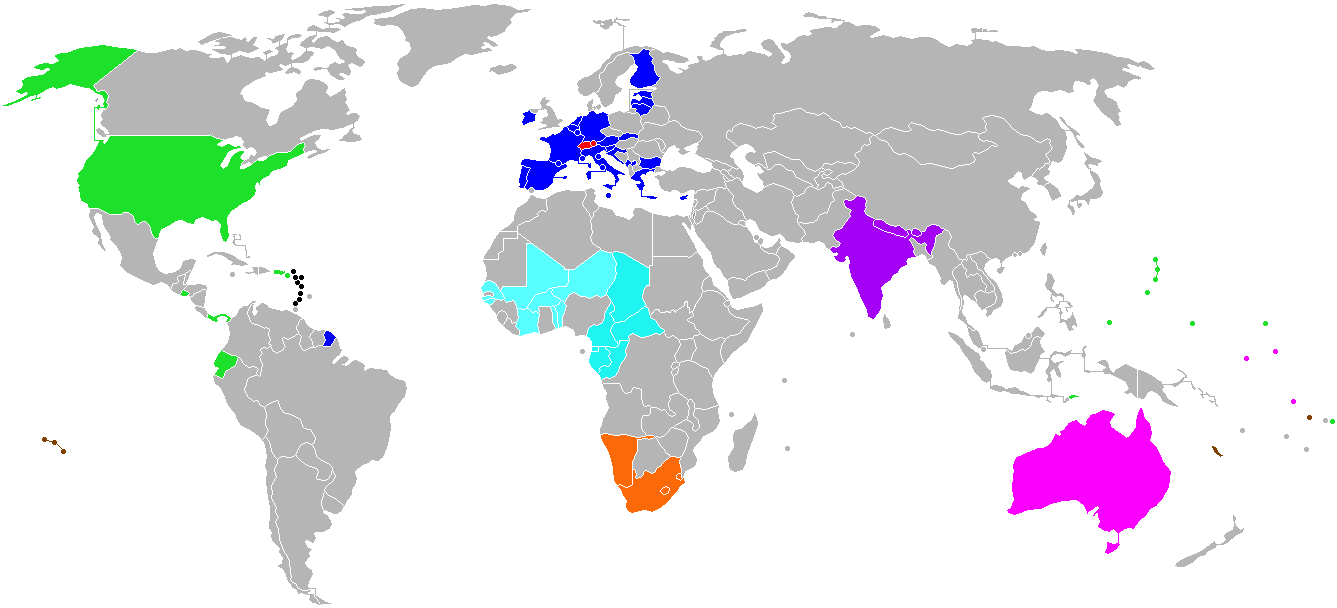
通貨同盟:
EUR ユーロ
USD アメリカ合衆国ドル
CHF スイス・フラン
INR インド・ルピー
AUD オーストラリア・ドル
XCD 東カリブ・ドル
ZAR 南アフリカランド
XOF 西部アフリカ・CFAフラン
XAF 中部アフリカ・CFAフラン
XPF CFPフラン

通貨同盟（つうかどうめい、英: currency union）は、経済学において複数の国が単一通貨を共有することで合意していることである。通貨統合ともいう。通貨同盟は通貨を統合しているということにとどまり、欧州連合 (EU) のユーロ圏のような、経済政策は共通化していないという点で経済通貨同盟とは異なっている。

## 解説
最適通貨圏が成功する条件として、
- 経済構造が似ており、外的ショックからの影響が共通している
- 資本・労働者など生産要素の移動が自由である
- 価格・賃金が伸縮に動く
- 金融市場が統合されている
- 政策が協調できる

が挙げられる。

## 存在する通貨同盟
- 中部アフリカ・CFAフランはカメルーン、中央アフリカ、チャド、コンゴ共和国、赤道ギニア、ガボンで使用されており、中部アフリカ経済通貨共同体 (CEMAC) において発行されている。
- 西部アフリカ・CFAフランはベナン、ブルキナファソ、コートジボワール、ギニアビサウ、マリ共和国、ニジェール、セネガル、トーゴで使用されており、西アフリカ経済通貨同盟 (UEMOA) において発行されている。
- CFPフランはフランス領ポリネシア、ニューカレドニア、ウォリス・フツナで使用されており、フランスの海外通貨発券機関において発行されている。
- 東カリブ・ドルはアンギラ、アンティグア・バーブーダ、ドミニカ国、グレナダ、モントセラト、セントクリストファー・ネイビス、セントルシア、セントビンセント・グレナディーンにおいて使用されており、東カリブ諸国機構 (OECS) の東カリブ通貨同盟において発行されている。
- ユーロはオーストリア、ベルギー、キプロス（イギリス主権基地領域のアクロティリおよびデケリアも含むが北キプロス・トルコ共和国は含まない）、フィンランド、フランス、ドイツ、ギリシャ、アイルランド、イタリア、ルクセンブルク、マルタ、オランダ、ポルトガル、スロベニア、スペイン、スロバキア、エストニア、ラトビア、リトアニア、クロアチアのEUに加盟している20の国と、ユーロの発行と使用が承認されているアンドラ、モナコ、サンマリノ、バチカンにおいて使用されている。このほかモンテネグロ、コソボの2つの国においても使用されているが、ユーロ硬貨や紙幣の発行は承認されていない（後述の事実上の通貨同盟の領域を参照）。ユーロはEUの経済通貨同盟において発行されている。

## 事実上の通貨同盟
- アルメニア・ドラムはアルメニアと独立国を自称しているアルツァフ共和国 (ナゴルノ・カラバフを実効支配)において法定通貨となっている。[2]
- オーストラリア・ドルはオーストラリア、キリバス、ナウル、ツバルで使用されている。
- UKポンドはイギリス、王室属領(マン島、ジャージー島、ガーンジー島)、イギリス領南極地域、イギリス領インド洋地域(USドルも使用)で使用されており、このほかジブラルタル、セントヘレナ、サウスジョージア・サウスサンドウィッチ諸島ではUKポンドと等価のポンドを、それぞれ独自で発行し使用している。
- ブルネイ、シンガポール両国は、ブルネイ・ドルとシンガポール・ドルの両方を相互に法定通貨としている。
- ユーロはコソボ、モンテネグロにおいて法定通貨とされているが、これらの国・地域はユーロ圏に含まれていない。これらの国々はユーロ導入前はドイツ・マルクを使用していた。
- 香港ドルは、香港と隣接しているマカオの大部分で使用されているマカオ・パタカとペッグされている。
- インド・ルピーはインドとブータンにおいて法定通貨となっている。なおブータンでは、ブータン・ニュルタムも同時に法定通貨となっている。またネパールにおいても内戦による政情不安定からルピーを使用することができる。
- ニュージーランド・ドルはニュージーランドのほか、同国と自由連合を形成するニウエとクック諸島、自治領のトケラウ、イギリスの海外領土であるピトケアン諸島において使用されている。
- パレスチナ自治政府の統治下にあるパレスチナ自治区ではイスラエル・新シェケルが使用されており、ヨルダン川西岸ではヨルダン・ディナールも使用されている。
- ロシア・ルーブルはロシアとジョージアの自治領（独立国を自称している）アブハジアと南オセチアで使用されている。
- 南アフリカランドは共通通貨地域(Common Monetary Area)により南アフリカ、スワジランド、レソト、ナミビアの法定通貨となっている。
- スイス・フランはスイスとリヒテンシュタインにおいて法定通貨となっている。
- トルコ・新リラはトルコと独立国を主張している北キプロス・トルコ共和国で使用されている。
- アメリカ・ドルはアメリカ合衆国と島嶼地域、パラオ、ミクロネシア連邦、マーシャル諸島、パナマ、エクアドル、エルサルバドル、東ティモール、イギリス領ヴァージン諸島、タークス・カイコス諸島で使用されている。パナマではパナマ・バルボアと併用されている。

## 計画されている通貨同盟
- 東アフリカ共同体 (EAC) では東アフリカ・シリングという通貨を2009年に導入することを計画していたが、実現していない。将来設立される東アフリカ連邦においての使用が見込まれている。
- スクレは米州ボリバル同盟(ALBA)で計画されている地域通貨。通貨は2010年にボリビア、キューバ、ニカラグアで電子通貨として開始される予定であったが、ごく一部の決済でしか使用されていない。ベネズエラのウゴ・チャベス大統領はラテンアメリカと西インド諸島の、より多くの国が石油で支持された通貨に合流することを望んでいた。
- 湾岸協力会議 (GCC) では湾岸共通通貨という通貨を2010年に導入することを計画していたが、実現していない。
- カリブ共同体 (CARICOM) のカリブ単一市場経済 (CSME) では2010年から2015年の間に導入することを計画していたが、実現していない。
- ロシア・ベラルーシ連盟国では2004年に導入される予定であったが、その後2008年、2013年と延期され続けた[3]。2023年現在、導入されていない。
- 南部アフリカ開発共同体 (SADC) ・南部アフリカ関税同盟 (SACU) では2016年の導入を計画していたが、実現していない。
- 南アジア地域協力連合は2016年の導入を計画していたが、実現していない。
- 南米共同体 (Unasur/Unasul) では2019年に導入することを計画していたが、実現していない。
- 西アフリカ諸国経済共同体 (ECOWAS) 域内において2027年より単一通貨エコを導入する予定。
- 東南部アフリカ共同市場では2025年に導入される予定。
- アフリカ経済共同体では2028年に導入される予定。

## 提唱されている通貨同盟
- アジア通貨単位 - 東南アジア諸国連合 (ASEAN) 、中華人民共和国、日本、大韓民国
- 北米連合 - カナダ、アメリカ合衆国、メキシコによる単一通貨アメロの導入
- オーストラリア、ニュージーランド、パプアニューギニア
- アフリカ中央銀行 - アフリカ連合により2015年までにアフリカ合衆国誕生を構想[4]。

## かつて存在した通貨同盟
- バーレーンとアブダビで使用されていたバーレーン・ディナール
- バーレーン、クウェート、オマーン、カタール、休戦諸国（のちのアラブ首長国連邦）では1959年から1966年にかけて使用されていた湾岸ルピー
- アデン、南アラビア連邦、バーレーン、ケニア、クウェート、オマーン、イギリス領ソマリランド、休戦諸国、ウガンダ、ザンビア、イギリス領インド帝国（のちにインドとして独立）で使用されていたインド・ルピー
- ベルギー・ルクセンブルク通貨同盟 (1922-2002) EUの経済通貨統合に継承されている。
- イギリス領インド帝国と海峡植民地 (1837-1867) まで使用されていたインド・ルピー
- チェコとスロバキアで1993年1月1日から同年2月8日まで使用されていたチェコスロバキア・コルナ
- エチオピアとエリトリアで使用されていたエチオピア・ブル
- フランス、モナコ、アンドラで使用されていたフランス・フラン
- 東カリブ諸国機構、バルバドス、トリニダード・トバゴ、イギリス領ギアナで使用されていた東カリブ・ドル
- イタリア、バチカン、サンマリノで使用されていたイタリア・リラ
- アイルランドとイギリスで使用されていたポンド・スターリング - アイルランドはポンド・スターリングと等価で独自の紙幣・硬貨を発行していたが、1979年にアイルランドが単独で欧州通貨制度に参加したため解消。
- ジャマイカとケイマン諸島で使用されていたジャマイカ・ポンド、ジャマイカ・ドル
- ケニア、ウガンダ、ザンビアで使用されていた英領東アフリカ・ルピー
- ケニア、ウガンダ、ザンビア（のちにタンガニーカも加わる）で使用されていた東アフリカ・フローリン
- ケニア、タンガニーカおよびザンジバル（両国はのちに統合してタンザニアとなる）、ウガンダ、南アラビア連邦、イギリス領ソマリランド、イタリア領ソマリランドで使用されていた東アフリカ・シリング
- ラテン通貨同盟
- リベリアとアメリカで使用されていたアメリカ・ドル
- モーリシャス、セイシェルで使用されていたモーリシャス・ルピー
- ナイジェリア、ガンビア、シエラレオネ、英領ゴールド・コースト、リベリアで使用されていた西アフリカ・ポンド
- 北ゲルマン・ターラー（プロイセン・ターラー）
- ルーブル圏諸国
- カタールとアブダビ以外のアラブ首長国連邦を構成する首長国が使用していたカタール・ドバイ・リヤル
- サウジアラビアとカタールが使用していたサウジアラビア・リヤル
- サモアとニュージーランドが使用していたニュージーランド・ドル
- デンマーク、ノルウェーとスウェーデンによるスカンディナヴィア通貨同盟
- ソロモン諸島、パプアニューギニア、オーストラリアが使用していたオーストラリア・ドル
- 南ゲルマン・ギルダー
- スペインとアンドラが使用していたスペイン・ペセタ
- マレーシアとシンガポール - 1970年代初頭まで
- 南アフリカ共和国とボツワナで1966年から1976年にかけて使用されていた南アフリカ・ランド
- エジプトとスーダンで1956年まで使用されていたエジプト・ポンド

- パンアメリカン通貨同盟構想 - アルゼンチンが提唱していたが断念
- イギリス・ノルウェー通貨同盟構想 - 1940-50年代にポンド・スターリングを使用することが提唱されていた